# Йоганн Адольф (герцог Гольштейн-Готторпський)
Йоганн Адольф (нім. Johann Adolf von Schleswig-Holstein-Gottorf; 27 лютого 1575 — 31 березня 1616) — 4-й герцог Гоштейн-Готторпу в 1590—1616 роках.

## Життєпис
Третій син Адольфа I, герцога Гольштейн-Готторпу, та Крістіни Гессенської. Народився 1575 року в Готторпі. Виховувався в Касселі при дворі свого вуйка ландграфа Вільгельма IV Гессен-Кассельського. 1585 року від старшого брата Фредеріка отримав посаду каноніка Любекського собору. Того ж року Каспар Хойєр, радник його батька, домовився про обрання Йоганна Адольфа князем-єпископом Любека. 1586 року Хойєр також домігся призначення Йоганна Адольфа єпископом-адміністратором Бременського архієпископства.
1590 року після смерті брата Філіппа успадкував герцогство Гольштейн-Готторпське. Пізніше він віддав обидві єпархії своєму молодшому братові Йоганну Фрідріху. За підтримки місцевих і гессенських радників Йоганну Адольфу вдалося реорганізувати державу. 1603 року надає Гузуму статус міста.
Разом з данським королем Крістіаном IV, на чиїй сестрі Августі він 1595 року одружився, він відкинув вплив станів у герцогствах Шлезвіг і Гольштейн, запровадивши 1608 року принцип спадковості та першородства. При цьому продовжив політику батька щодо маневрування між Данією та Швецією.
У релігійних питаннях під впливом швагера став надавати підтримку кальвінізму. 1610 року він замінив лютеранського генерального суперінтенданта і придворного капелана Якова Фабриціуса на кальвініста Філіпа Цезаря. Це призвело до конфлікту з дружиною.
Незабаром після приходу до влади Йоганн Адольф почав розширювати замок Готторп, де також збирав монети та зброю, а бібліотекар Генріх Лінденброг створив велику бібліотеку. Сам герцог виявляв інтерес до ботаніки та математики, тому підтримував науковців.
Високі витрати на свої будівельні роботи та розкішне життя при дворі призвели до значних боргів. Тому герцог змушений був передати значну частину своєї власності кредиторам під заставу, зокрема свекрусі — данській королеві Софії. Вона отримала Кіль, Бордесгольм, Люгумклостер та Апенраде на загальну суму 300 тис. рейхсталерів.
Помер 1616 року. Йому спадкував старший син Фредерік III.

## Родина
Дружина — Августа, донька Фредеріка II Ольденбурга, короля Данії і Норвегії
Діти:
- Фредерік (1597—1659) — герцог Гольштейн-Готторпський. Одружений із Марією Єлизаветою Саксонською, мав численних нащадків.
- Єлизавета Софія (1599—1627) — одружена з герцогом Саксен-Лауенбурзьким Августом, мала шістьох дітей.
- Адольф (1600—1631) — учасник Тридцятирічної війни, одружений не був, дітей не мав;
- Доротея Августа (1602—1682) — одружена з герцогом Йоакімом Ернестом Гольштейн-Пльонським, мала восьмеро дітей.
- Ядвіга (1603—1657) — одружена із пфальцграфом Августом Зульцбахським, мали сімох дітей.
- Анна (1605—1623).
- Йоганн (1606—1655) — одружений із принцесою Юлією Феліцією Вюртемберзькою, мав чотирьох дітей.
- Крістіан (нар. і пом. 1 грудня 1609).